# Lluís Brines Selfa
Lluís Brines Selfa (Simat de Valldigna, Valencia, 20 de abril de 1930 - Valencia, 2 de noviembre de 2011) fue un músico español. Primer músico profesional de Simat de la Valldigna. Empezó tocando la trompa en la banda del pueblo cuando era niño, y a los 16 años se fue a Madrid como voluntario al ejército, pues esta era la única posibilidad que tenía de hacer estudios de música, a pesar de la oposición paterna, debido a los escasos recursos económicos de su familia después de la guerra civil española. Después de unos cinco años en Madrid, estuvo otros tres en Valladolid, siempre vinculado al ejército. Entonces salió una plaza en la Banda Municipal de Barcelona, y la ganó por oposición. En Barcelona acabó sus estudios superiores de música en el Conservatorio Municipal de Música de Barcelona, y abandonó definitivamente el ejército, volviendo a la vida civil. Tuvo igualmente una beca para estudiar en Múnich durante un año en 1956. Una vez volvió de Múnich, fue contratado por el Gran Teatro del Liceo. Durante los años 60 llevó a cabo una actividad frenética, simultaneando el trabajo en la Banda Municipal de Barcelona con el trabajo en el Gran Teatro del Liceo. Asimismo, tomó parte en otras actividades musicales. Fue en este tiempo cuando realizó su gran obra musical: la instrumentación para banda de la obra Asturias de Isaac Albéniz (5.º movimiento de la Suite española (op. 57)). En 1973 dejó el Gran Teatro del Liceo para dedicarse sólo a la Banda Municipal de Barcelona, donde se jubiló en 1986 por enfermedad. En 1989 volvió a su siempre querida tierra valenciana, para establecerse en la ciudad de Valencia. En 1995 compuso el pasodoble Simat, que se ha convertido en una especie de himno oficial de Simat de la Valldigna. Cabe tener en cuenta que antes ya habían compuesto himnos dedicados al pueblo el famoso músico José Serrano Simeón (de Sueca) y Eleuterio Girau, natural de Simat. La obra compuesta por Lluís Brines ha sido, pues, el himno dedicado al pueblo de Simat que más éxito ha tenido, como lo demuestran los hechos de tocarse antes de hacer algún pregón o comunicado municipal en las calles del pueblo, así como en acontecimientos importantes.